# Rouvre
Rouvre – rzeka we Francji, przepływająca przez teren departamentu Orne, o długości 45,6 km. Stanowi dopływ rzeki Orne.